# ناو ناغاساوا
ناو ناغاساوا تعرف أيضا ب (ناومي ناغاساوا) هي مؤدية أصوات يابانية ولدت في (12 مايو 1971 في هيوغو ، اليابان).

## الأدوار
سوميراجي دايتشي في بي بليد
ماجوريكا في دروبي مع دوريمي
بينكي في أدغال الديجيتال
ريكو في المحقق كونان ( الحلقة 1 )
شيلد في سايلور موون

## المرجع
http://www.animenewsnetwork.com/encyclopedia/people.php?id=55077

## روابط خارجية
- ناو ناغاساوا على موقع IMDb (الإنجليزية)
- ناو ناغاساوا على موقع ميوزك برينز (الإنجليزية)
- ناو ناغاساوا على موقع ديسكوغز (الإنجليزية)
- ناو ناغاساوا على موقع قاعدة بيانات الفيلم (الإنجليزية)
- ناو ناغاساوا على موقع ANN person (الإنجليزية)